# BBC Three
BBC Three – brytyjski kanał telewizyjny należący do publicznego nadawcy BBC. Został uruchomiony 9 lutego 2003 w wyniku przekształcenia stacji BBC Choice. 16 lutego 2016 kanał został zdjęty z anteny za sprawą oszczędności i istniał jedynie jako serwis internetowy z mniejszym budżetem. Wznowił nadawanie 1 lutego 2022.

## Charakterystyka

Dawne logo BBC Three

BBC Three miał w założeniu zajmować w portfolio BBC pozycję podobną do BBC Radio 1, a więc przyciągać młodą (choć już nie dziecięcą) widownię. Często pełnił rolę swoistego laboratorium dla głównych kanałów korporacji - jeśli program czy serial odniesie sukces na "Trójce", trafia do jednej z większych stacji (przykładem była Mała Brytania). Niekiedy działało to też w drugą stronę, jeśli dana audycja ma słabe wyniki wśród ogółu populacji, ale jest popularna wśród młodych ludzi (tak było m.in. z sitcomem Dwa piwka i chipsy).

## Dostępność
BBC Three nadawał programy w godzinach od 19:00 do około 5:00 na kanale zajmowanym w ciągu dnia przez CBBC. Kanał ten był dostępny w latach 2003-2016 w Wielkiej Brytanii w cyfrowym przekazie naziemnym, na platformach satelitarnych oraz w sieciach kablowych. Poza Zjednoczonym Królestwem można go było oglądać w niekodowanym przekazie z satelity Astra 2E. Prowadzona była również kodowana transmisja z satelity Intelsat 907, lecz miała ona charakter przekazu technicznego na potrzeby naziemnej platfromy Freeview.